# Trichophyton rubrum
Trichophyton rubrum är en dermatofytisk svamp som är känd för att orsaka svampinfektioner i hud och naglar hos människor. T. rubrum lever på proteinet keratin, och angriper framförallt under finger eller fotnagel (subungualt). Synliga symptom uppstår när svampen sönderdelar keratiner på naglarna eller i huden. Fall av svampinfektion orsakad av T.rubrum har ökat det senaste decenniet och svampangrepp är vanligt förekommande hos människor. Uppskattningsvis anses T. rubrum vara orsaken till 95% av alla fall av nagelsvamp.

## Ekologi
Svampen kommer ursprungligen från tre olika regioner; Sydostasien, delar av Afrika och norra Australien. T. rubrum har med hjälp av människan spridits över hela världen och under framförallt senare delen av 1800-talet anlände den till Europa och Amerika.
T. rubrum lever framförallt i människor och i jord. Svampen trivs i fuktiga miljöer och det är också här den lättast byter värd. Exempelvis badhus, duschar och andra fuktiga, varma platser är gynnsamma för tillväxt. Svampen är dermatofyt vilket innebär att den lever i keratinrika vävnader som hud och naglar. Svampen överförs nästan uteslutande mellan människor, få fall av infekterade djur har rapporterats och i de fallen har djuren smittats från människor. Experimentell överföring mellan odlade kulturer och djur har inte varit lyckade.
Svampens fysiska kännetecken är en vaxliknade konsistens, antingen dunig eller kornig. Den skiftar i färg från vit till ljusgul och rödlila. Artnamnet Rubrum betyder röd på latin.

## Reproduktion
T.rubrum reproducerar sig asexuellt. Förökning går till så att svampen producerar asexuella sporer med flera cellkärnor. När sporerna kommer i kontakt med en keratinrik miljö, som exempelvis hud eller naglar, växer de snabbare och infektionen sprids.  I T.rubrum så följs sportillväxten av två morfologiska förändringar, svällning och utveckling av groningstråden. Svällning uppstår efter 3-4 timmar och fortsätter till dess att den del av sporen som kallas groningstråd utvecklats, vilket sker 9-10 timmar efter sporbildningen.

## Sjukdomseffekter

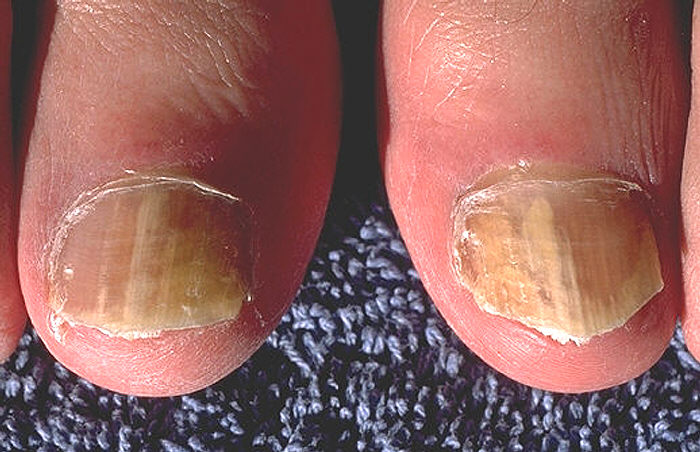
Onychomycosis due to Trychophyton rubrum, right and left great toe PHIL 579 lores.

T.Rubrum kan ge upphov till nagelsvamp (tinea unguium), fotsvamp (tinea pedis), svamp i hårbotten (Tinea capitis) och ringorm (tinea corporis). Alla kan drabbas av svampinfektion av T.rubrum, men det är vanligare hos personer med nedsatt immunförsvar, idrottare och personer som ofta använder tättslutande skor.
Vid nagelsvamp blir nageln missfärgad och tjocknar, spricker eller faller av helt.
Det går att behandla nagelsvamp med svampmedel från apoteket, men svampen kan också bli kronisk där symtomen kan avta i perioder. Infektionen är ofarlig och behandlas oftast på grund av kosmetiska besvär.